# Кравченко, Юрий Александрович
Ю́рий Алекса́ндрович Кра́вченко — советский государственный и политический деятель, председатель Иркутского областного исполнительного комитета.

## Биография
Родился в 1922 году. Член ВКП(б) с 1944 года.
Участник Великой Отечественной войны, в РККА — в 1941—1946 гг.
С 1951 года — на общественной и политической работе. В 1951—1980 гг. — главный агроном Баяндаевского районного отдела сельского хозяйства, директор Хоготовской машинно-тракторной станции, 1-й заместитель начальника Иркутского областного управления сельского хозяйства, 1-й секретарь Заларинского районного комитета КПСС, секретарь, 2-й секретарь Иркутского областного комитета КПСС, председатель Исполнительного комитета Иркутского областного Совета, заместитель председателя Комитета народного контроля РСФСР.
Избирался депутатом Верховного Совета РСФСР 7-го, 8-го, 9-го созывов.
Умер в 1993 году.